# Przęśl skrzypowata
Przęśl skrzypowata (Ephedra equisetina L.) – gatunek wiecznie zielonego krzewu z rodziny przęślowatych (Ephedraceae). Występuje w Azji Środkowej w Tienszanie.

## Morfologia
PokrójKrzew gęsto rozgałęziony o wysokości 1,5-2,5 m. Gałęzie zielone, wzniesione, pokryte szarą korą.
ŁodygaCienkie, cylindryczne, jasnozielone lub żółtawozielone łodygi o długości do 30 cm i średnicy 1–3 mm. Podłużnie prążkowane i lekko szorstkie. Długość międzywęźli waha się między 1 a 6 cm.
LiścieLiście naprzeciw i nakrzyżległe, zredukowane do pochew otaczających łodygę. Mają drobniutkie blaszki o długości 1,5–4 mm z 2 łatkami (rzadko 3) które są trójkątne i ostro zakończone. Szczyt szarawobiały, nasada rurkowata i czerwonawobrunatna lub czarnobrunatna.
KwiatyRoślina dwupienna. Kwiaty męskie w osłonce podobnej do okrywy kwiatowej i trzoneczka, żeńskie z osłonki i zalążka tworzą 1-kwiatowe kłoski.
NasionaW szyszko-jagodach koloru pomarańczowoczerwonego.

## Zastosowanie

### Roślina lecznicza
Surowiec zielarskiZiele przęśli (Ephedrae herba) – wysuszone zielne łodygi przęśli skrzypowatej, przęśli chińskiej oraz Ephedra intermedia o zawartości minimum 1,0% efedryny.
ZastosowanieW Chinach używana od 5 tysięcy lat. W liściach i zielonych gałązkach zawarty jest alkaloid efedryna, która pomocna jest w leczeniu astmy, przy niektórych schorzeniach nerwowych, w zatruciu alkoholem. W medycynie stosowany pod postacią chlorowodorku efedryny.